# Tropidia viridifusca
Tropidia viridifusca är en orkidéart som beskrevs av Friedrich Fritz Wilhelm Ludwig Kraenzlin. Tropidia viridifusca ingår i släktet Tropidia och familjen orkidéer. Inga underarter finns listade i Catalogue of Life.